# 定時運航
定時運航 / 定時運行（ていじうんこう、英: punctual）とは、あらかじめ決められた時刻で公共交通機関が運行されること。どのくらいの確実性・正確性で出発したのかを定時運航率 (On-time performance) として数値化し、サービスレベルの重要な指標としている。英語ではオンタイムパフォーマンス（on-time performance）やオンタイムランニング（on-time running）と呼ばれている。

## 航空機
出発時刻の15分以内に出発する航空機は、時間通りに運行していると国際的にみなされている。世界の航空関連情報を提供する英国のOAG（英語版）は、定時運航率が90 %以上であると、その航空会社は良好であると評価しているが、2017年に90 %を上回った会社はエア・バルティック社のみであった。

## バス・路面電車
路線バス・路面電車は交通事故や渋滞の影響を受ける可能性があり、公共交通機関の中では出発が遅くなる傾向がある。結果、航空機、列車と比較して定時運航率は高くない。定時運航率を高めるものとして、高速道路を使用したバスの高速輸送がある。